# Putaansaari (ö i Lappland, Rovaniemi)
Putaansaari är en ö i Finland. Den ligger i vattendraget Roominjoki och i kommunen Ranua och landskapet Lappland, i den norra delen av landet, 700 km norr om huvudstaden Helsingfors. Öns area är 1,9 hektar och dess största längd är 230 meter i nord-sydlig riktning.